# Седжвик, Эдвард
Эдвард Седжвик (англ. Edward Sedgwick; 7 ноября 1889 — 7 марта 1953) — американский кинорежиссёр, сценарист, актёр и продюсер.

## Биография
Эдвард Седжвик родился в Галвестоне, штат Техас, в семье актёров Эдварда Седжвика-старшего и Жозефины Уокер. В возрасте четырёх лет Эдвард Седжвик присоединился к своей семье в тогдашней Sedgwick Comedy Company, которые выступали в стиле водевиль. Он исполнял детские роли, до достижения им семи лет, когда он получил свою первую комедийную роль ирландского иммигранта, в комедии написанной его отцом.
В течение этого времени, он был на сцене только в течение летних месяцев. В остальные месяцы отец брал его обратно в Галвестон и отправлял в школу. Окончив университет Санта-Марии в Галвестоне, был отправлен в военную академию в Сан-Антонио, которую окончил в звании старшего лейтенанта. После окончания университета, он хотел посвятить себя военной карьере, но потом вернулся в компанию отца, сейчас известную как «Пятёрка Седжвиков». Труппа, состоящая из его родителей, его и двух сестёр: Эйлин и Джози прекратила существование из-за болезни отца.
Седжвик начал сниматься в фильмах, как комик в 1915 году. Через шесть лет в 1921 году он стал режиссёром, и начал снимать вестерны с Томом Миксом. Седжвик подписал контракт с MGM в конце 1920-х годов.
Седжвик умер от сердечного приступа в Северном Голливуде, штат Калифорния, в возрасте 63 лет, похоронен на кладбище Святого креста в Калвер-Сити.

## Избранная фильмография

### Актёр
- 1914: Все для любви / All for Love
- 1914: Мошенники / The Crooks
- 1914: Ковбой в свободное время / A Cowboy Pastime
- 1916: Я получу её все ж / I’ll Get Her Yet
- 1916: Национальные орехи / National Nuts
- 1916: Его прорыв / His Blowout
- 1916: Он стал постоянным членом / He Became a Regular Fellow
- 1916: Это все неправда / It’s All Wrong
- 1916: Очаровательная модель / The Fascinating Model
- 1916: Его золотой час / His Golden Hour
- 1917: Жирный и глупый / Fat and Foolish
- 1917: Призрачные пижамы / The Haunted Pajamas
- 1917: Шибеник / The Varmint
- 1917 Американская дорога / The Yankee Way
- 1918: Без флирта / Do not Flirt
- 1918: Почему я не могу жениться / Why I Would Not Marry
- 1918: Туда и обратно / There and Back
- 1919: Чекерс / Checkers
- 1920: Плывите или утонем / Sink or Swim

### Режиссёр
- 1922 — Панда / The Bearcat
- 1923 — Джентльмен из Америки / The Gentleman from America
- 1923 — Малый Рамблин / The Ramblin 'Kid
- 1924 — Бей и беги / Hit and Run
- 1925 — Призрак оперы / The Phantom Of The Opera
- 1927 — Сигнал горна / The Bugle Call
- 1927 — Весенняя лихорадка / Spring Feve
- 1928 — Вест-Пойнт / West Point
- 1928 — Кинооператор / The Cameraman
- 1929 — Женитьба назло / Spite Marriage
- 1930 — Холостой и беззаботный / Free and Easy
- 1930 — Пехотинцы / Doughboys
- 1931 — Кабинет, спальня и ванная / Parlor, Bedroom and Bath
- 1931 — Опасное дело / A Dangerous Affair
- 1932 — Говорите проще / Speak Easily
- 1932 — Страстный водопроводчик / The Passionate Plumber
- 1933 — Что ?! Есть пиво? / What-No Beer?
- 1935 — Убийство на флоте / Murder in the Fleet
- 1938 — Гладиатор / The Gladiator
- 1943 — Воздушные рейдеры / Air Raid Wardens
- 1946 — Жениться легко / Easy to Wed
- 1951 — Извините мой прах / Excuse My Dust
- 1953 — Я люблю Люси / I Love Lucy

### Продюсер
- 1927 — Вест-Пойнт / West Point
- 1929 — Брак назло / Spite Marriage
- 1930 — Холостой и беззаботный / Free and Easy
- 1930 — Дистанционное управление / Remote Control
- 1934 — Отец Браун, детектив / Father Brown, Detective
- 1936 — Мистер Золушка / Mister Cinderella
- 1937 — Выберите звезду / Pick a Star